# Bernot
Bernot település Franciaországban, Aisne megyében. Lakosainak száma 434 fő (2022. január 1.). Bernot Fieulaine, Fontaine-Notre-Dame, Hauteville, Mont-d’Origny, Montigny-en-Arrouaise és Neuvillette községekkel határos.

## Fekvése
Saint-Quentin (Aisne) -től keletre fekvő település.

## Galéria

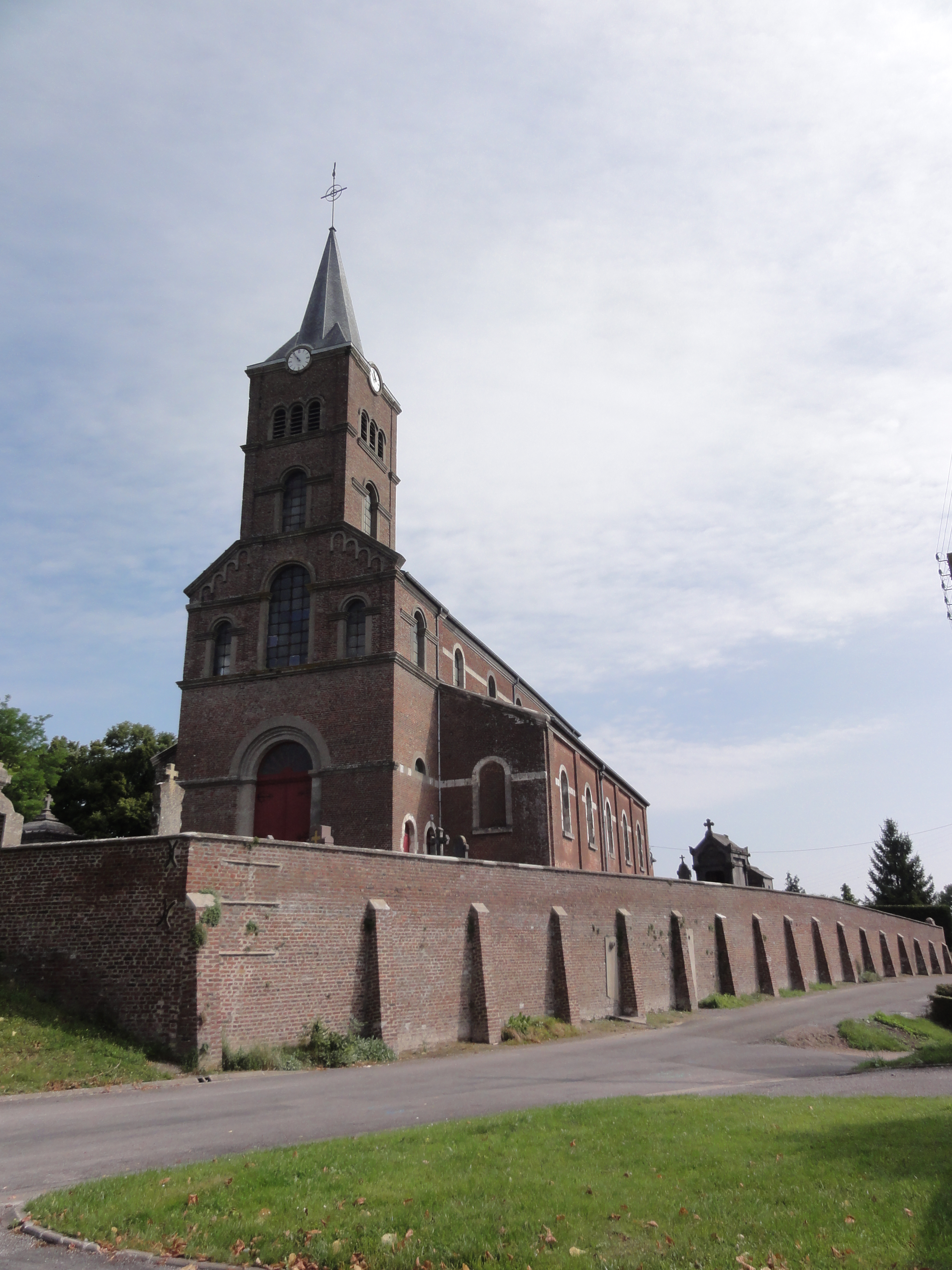
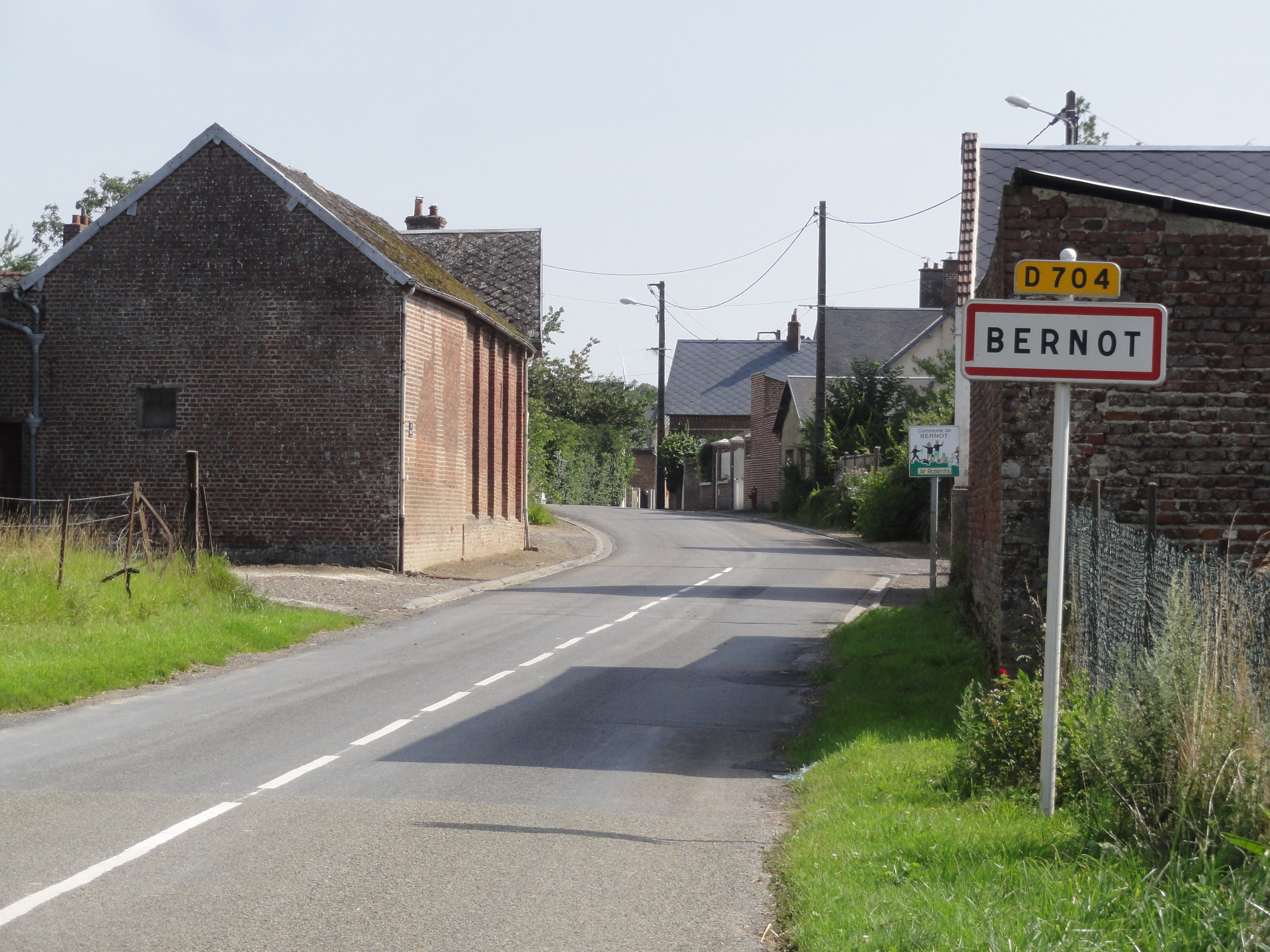
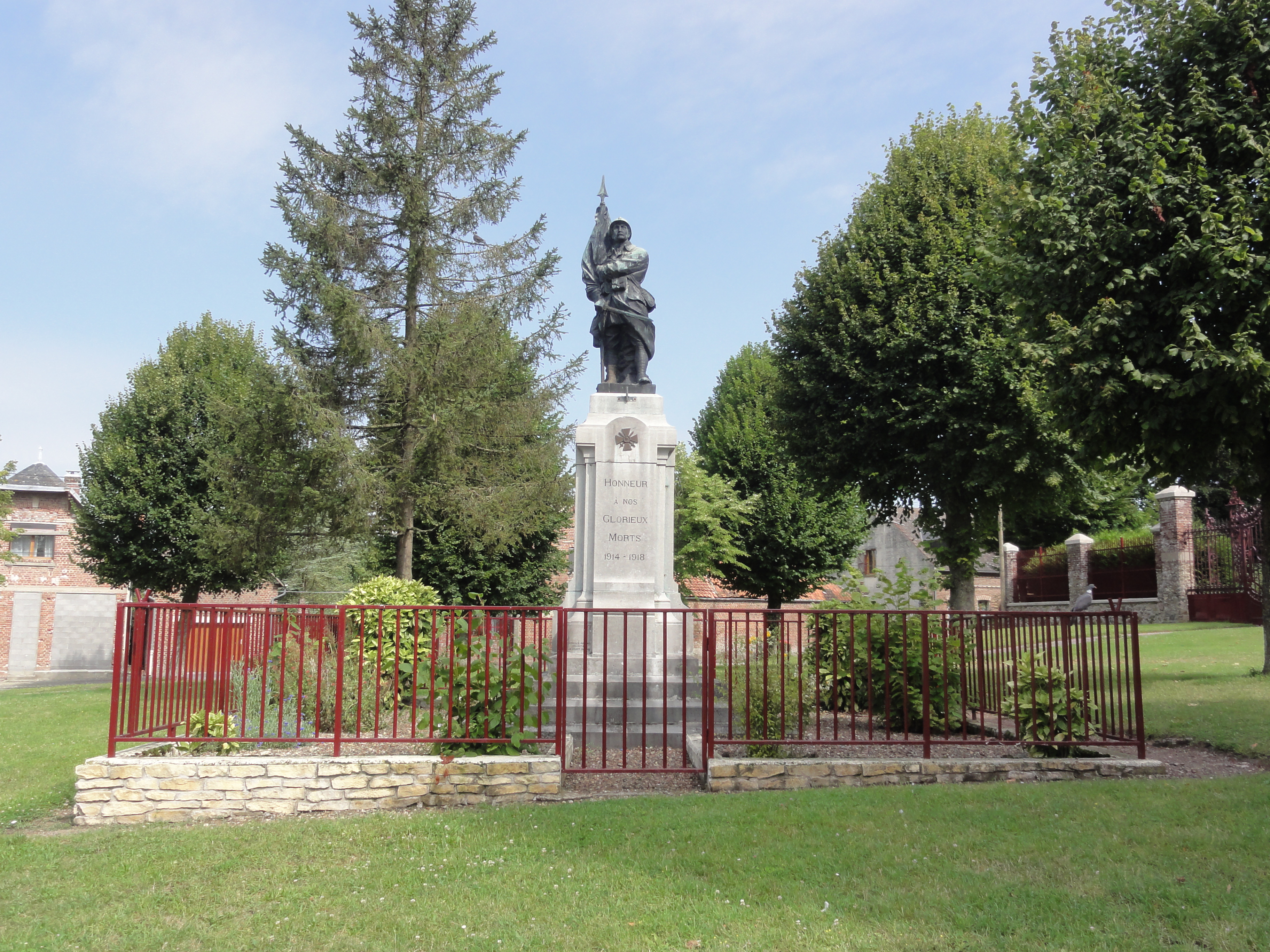

## Népesség
A település népességének változása:
| Lakosok száma | 608  | 511  | 459  | 444  | 444  | 443  | 452  | 445  | 441  | 434  |
|               | 1968 | 1982 | 1990 | 2006 | 2013 | 2015 | 2017 | 2019 | 2020 | 2022 |